# Единадесети конгрес на Илинденската организация
Единадесетият редовен конгрес на Илинденската организация се провежда на 29 и 30 януари 1939 година. На него участват делегати от централното дружество и клоновете на Илинденската организация в Царство България.
На Десетият конгрес на Илинденската организация от 1937 година е решено следващия конгрес да се проведе във Варна, той обаче се отлага с една година. Избраното тогава ръководство, в състав Димитър Поппандов, Милан Матов, Антон Кецкаров, Димитър Спространов, Лазар Гошев, Димитър Лазаров и Лазар Киселинчев, продължава дейността си през това време и дава отчет пред новия конгрес за свършената работа и положението на организацията. Дава се отчет за броя на членовете на организацията по места. В София те са 206 (109 редовни и 97 нередовни), Варна – 52, Плевен – 12, Русе – 12 и т.н. Бюджетът за 1938 година е приход 254 257 лева и 271 030 лева разход, преразходът е следствие от заделените за Христо Силянов 27 000 лева за написването на втория том от „Освободителните борби на Македония“. В края на 1938 година финансовото положение на Илинденската организация е: 691 414 лева фонд благотворителна посмъртна каса, 46 518 лева фонд благотворителност, 31 343 лева фонд братска могила, 40 770 лева фонд издръжка на списание „Илюстрация Илинден“, 475 лева разполагаеми средства за обща издръжка на организацията и 237 354 лева капитал в склад и покъщнина или общо 1 263 772 през 1938 година за сметка на 1 273 501 лева през 1937 година.
В края на конгреса е избрано ново ръководно тяло в състав Лазар Томов (председател), Христо Танушев (подпредседател), Лука Групчев (секретар), Антон Кецкаров (касиер) и съветници Димитър Лазаров, Лазар Гошев и Тома Кърчов. В Контролната комисия влизат Иван Льомчев, Аристид Дамянов и Траян Конов.